# Naumbu
Naumbu ist ein Verwaltungsbezirk (Ward) des Distrikts Mtwara in der tansanischen Region Mtwara. 

## Geografie
Naumbu liegt im Südosten von Tansania zwischen der Bucht von Mikindani und dem Fluss Mambi am Indischen Ozean, nordwestlich von Mtwara. Die Fläche des Bezirks beträgt 130 Quadratkilometer. Bei der Volkszählung 2022 lebten hier 11.420 Menschen in 3287 Haushalten.

## Gliederung
Der Bezirk besteht aus acht Gemeinden (Mtaa) mit 29 Orten (Kitongoji):
| Namgogoli - Mwembechai - Msikitini - Mipande | Mgao - Mkaya - Ngazija - Nang'onde - Namtinga | Naumbu Kusini - Cheleweni - Mnazi Mmoja - Namangumi - Pemba Pwani | Kisiwa - Lisoha - Mweda - Majengo - Barabarani | Majengo - Nachiembe - Mpakani - Mkwajuni - Majengo | Imekuwa - Mikuva - Bondeni - Bwahari - Bwahari Pwani | Naumbu - Kitope - Pakaya - Mmela | Mkungu - Mataifani - Mangisa - Mkaya |

## Wirtschaft und Infrastruktur
- Gesundheit: Im Bezirk befinden sich vier staatliche Apotheken, je eine in den Orten Namgogoli,[6] Mgao,[7] Imekuwa[8] und Naumbu.[9]